# 萊·堅尼
罗伊·莫里斯·基恩（英語：Roy Maurice Keane，1971年8月10日—），愛爾蘭前足球運動員，曾效力過诺丁汉森林、曼聯及凯尔特人，於2006年季後退役。
堅尼乃曼聯著名主力，以勇猛的表現及感染力，使曼聯球迷甚擁戴之。2006-07年球季出任剛降級英格蘭冠軍聯賽的桑德兰領隊，執教首季即帶領桑德兰升班重回英超，於2008年12月4日辭職，於2009年4月23日重出江湖擔任英冠球會葉士域治領隊，但任教20個月後被解雇。

## 職業生涯

### 球員生涯
堅尼是於1987年加入愛爾蘭一支半職業球隊四年，及後以1萬英鎊轉會至諾定咸森林，並於同年的12月得到聯賽最佳青年球員獎。在森林隊，他一共上陣114場聯賽，入22球。
三年後堅尼離開舊球會轉投曼聯。在紅魔首年堅尼就贏得英超冠軍與英格蘭足總盃，並於同年協助國家隊晉身美國世界盃的決賽周，於第二圈被淘汰出局。後來堅尼於1996年以及1997年兩度為球會贏得了聯賽冠軍，又於1999年的洲際盃中射入了 1 球，為曼聯奪得了冠軍，而曼聯也成為了第一支得到該錦標的英格蘭球會，又在同年簽下了四年的新約。
2000年，堅尼獲選為英格蘭的足球先生與球員先生兩個獎項，並於曼聯的第6年中贏得了第 5 個聯賽冠軍，又在1年之後蟬聯冠軍，堅尼為曼聯最後贏得的錦標是於2004年的英格蘭足總盃冠軍。後來，堅尼與球會續約至2006年，但卻於2005年11月19日與曼聯解約，即時離開曼聯，成為自由身球員，12月15日，堅尼決定選擇加盟蘇超的凯尔特人，簽下一份效力至2007年6月，周薪 4 萬英鎊的合約，並將於1月會首次為新球會上陣，在新球會，堅尼的球衣號碼為 16 號。
轉會些路迪後共出賽 13 場及射入 1 球，並為他贏得一面蘇超冠軍獎牌。
2006年5月9日曼聯為堅尼在奧脫福舉行紀念賽，對阵他現時效力的凯尔特人队，这也是該年三大告別賽之一（其餘為阿仙奴的博格坎普及紐卡素的希勒），賽前門票銷售一空，共有 69,591 名觀眾入場，收入高達 250 萬英鎊，大部份將撥歸慈善用途，上半場為現役球隊凯尔特人上陣，下半場為他成名的曼聯戴上隊長臂章，戰果曼聯小勝 1:0。2006年6月12日堅尼宣佈因長期臀部傷患而退出職業球員行業，在同年的8月下游，堅尼成為了英冠球會新特蘭的教練。
堅尼作為球員時期司職防守中場，踢法硬朗惹火，被稱為「中場怒漢」。堅尼攔截力一流，控制球賽節奏能力十分出色，亦擁有不俗的傳送及遠射能力，而最重要的是其不死鬥志及勇悍作風，對自己球隊士氣有著重要作用，因此是不可多得的中場領軍人物。其全盛期時可以說在英超賽場中呼風喚雨。在1990年代末期及21世紀初與阿仙奴中場韋拉被譽為「全英兩大防守中場」。
不過，堅尼的強硬作風充滿爭議，在效力曼聯期間共領 11 面紅牌被罰出場，包括其報復性侵犯夏蘭特導致對方因而收山（於2002年發行的自傳提及到1998年堅尼忍受不了夏蘭特的盯防，在距離完場前的五分鐘把夏蘭特絆倒，但堅尼也因此造成自己的左膝十字韌帶撕裂並休養了近一年。堅尼受傷一刻，夏蘭特向球證投訴堅尼插水，間接造成往後堅尼對其報復性的侵犯。），堅尼其後在自傳中披露其事而被足總判罰停賽 5 場及罰款 15 萬英鎊。韓日世界盃舉行前夕因與國家隊教練麥卡菲意見不合而宣佈退隊。
堅尼在球員生涯中共獲得七次英格蘭頂級聯賽冠軍、四次足總盃冠軍、一次蘇格蘭超級聯賽冠軍及在2000年同時奪得英格蘭足球先生及PFA足球先生榮譽。唯一遺憾是曼聯奪得四冠王，歐聯準決賽在都靈淘汰祖雲達斯，但不幸被罰黃牌而在決賽停賽，失去親身贏取一面歐聯冠軍獎牌的機會。

### 領隊生涯
堅尼於2006年8月28日接手任教當時位列英冠聯榜末的桑德兰，他上任後公開自己的執教方針，是不論勝負，只要求隊員盡全力比賽。球隊在堅尼上任後戰績續步改善，在聖誕節前 10 戰 8 勝，踏入2007年更保持不敗，力迫榜首的球隊，更獲得 2 月及 3 月英冠聯最佳領隊。堅尼成功帶領新特蘭奪得英冠聯冠軍及升級英超聯，獲選為英冠聯年度最佳領隊。在2008/09年賽季中，由於桑德蘭戰績欠佳，處在降級區中，堅尼在2008年12月4日自行辭去新特蘭領隊的職務。
2009年4月23日堅尼出任英冠球會葉士域治領隊，簽約兩年，爭取升級英超，在接手2008/09年球季剩餘的兩輪比賽，兩戰兩勝，首先作客3-0擊敗卡迪夫城，然後在煞科日主場2-1小勝。
堅尼任教後雖然花費800萬英鎊收購球員，但球隊成績持續不振，於2011年1月7日被革除職務。
2013年11月堅尼出任愛爾蘭國家隊助教一職以協助主教練馬丁·奧尼爾，同時在2014年7月獲邀出任阿士東維拉助教，但在同年11月便辭去阿士東維拉的工作以專心一意帶領愛爾蘭國家隊進入2016年歐洲足球錦標賽。

## 生涯榮譽

### 球員榮譽
曼聯
- 英格蘭超級聯賽冠軍：1994年, 1996年、1997年、1999年、2000年、2001年、2003年
- 英格蘭足總杯：1994年, 1996年、1999年、2004年
- 英格蘭社區盾：1993年、1996年、1997年、2003年
- 歐洲聯賽冠軍盃：1999年
- 洲際盃：1999年

 些路迪
- 蘇格蘭足球超級聯賽：2006年
- 蘇格蘭聯賽盃：2006年

### 執教榮譽
桑德兰
- 英格蘭足球冠軍聯賽冠軍：2007年